# Arrondissement de Düren
L'arrondissement de Düren, en allemand Kreis Düren, est une division administrative allemande, située dans le land de Rhénanie-du-Nord-Westphalie.

## Situation géographique
L'arrondissement de Düren (Kreis Düren) est situé entre les villes d'Aix-la-Chapelle et de Cologne au Land de Rhénanie-du-Nord-Westphalie. Il a des limites aux arrondissements d'Euskirchen, d'Aix-la-Chapelle, de Heinsberg ainsi qu'à l'arrondissement du Rhin Neuss et l'arrondissement du Rhin-Erft.

## Histoire
Il fut créé le 1er janvier 1972 par loi du 14 décembre 1971 en fusionnant les anciens arrondissements de Düren et de Jülich.

## Communes
L'arrondissement compte 15 communes, dont 5 villes :

communes de l'arrondissement

* Chef-lieu de l'arrondissement
- Aldenhoven
- Düren, ville *
- Heimbach, ville
- Hürtgenwald
- Inden
- Jülich, ville
- Kreuzau
- Langerwehe
- Linnich, ville
- Merzenich
- Nideggen, ville
- Niederzier
- Nörvenich
- Titz
- Vettweiß

## Politique

### Élections du préfet (Landrat)
|        | Scrutin du 12 septembre 1999 | Scrutin du 12 septembre 1999 | Scrutin du 12 septembre 1999 | Scrutin du 26 septembre 2004 | Scrutin du 26 septembre 2004 | Scrutin du 26 septembre 2004 |
| Parti  | Candidat                     | Votes                        | %                            | Candidat                     | Votes                        | %                            |
| ------ | ---------------------------- | ---------------------------- | ---------------------------- | ---------------------------- | ---------------------------- | ---------------------------- |
| CDU    | Wolfgang Spelthahn           | 63 597                       | 51,0 %                       | Wolfgang Spelthahn           | 73 663                       | 63,1 %                       |
| SPD    | Manfred Lucas                | 47 622                       | 38,2 %                       | Jens Bröker                  | 34 314                       | 29,4 %                       |
| Grünen | Dr Manfred Beck              | 5 934                        | 4,8 %                        | Thomas Fues                  | 8 722                        | 7,5 %                        |
| FDP    | Dr Wolfgang Beyer            | 5 804                        | 4,7 %                        |                              |                              |                              |
| PDS    | Ernst Dmytrowski             | 1 714                        | 1,4 %                        |                              |                              |                              |

### Élections du conseil (Kreistag)
|       | Scrutin du 26 septembre 2004 | Scrutin du 26 septembre 2004 | Scrutin du 26 septembre 2004 |
| Parti | Votes                        | %                            | Sièges                       |
| ----- | ---------------------------- | ---------------------------- | ---------------------------- |
| CDU   | 61 433                       | 52,3 %                       | 28                           |
| SPD   | 33 951                       | 28,9 %                       | 16                           |
| Grüne | 9 441                        | 8,0 %                        | 4                            |
| FDP   | 6 501                        | 5,5 %                        | 3                            |
| PDS   | 3 417                        | 2,9 %                        | 2                            |
| JÜL   | 2 745                        | 2,3 %                        | 1                            |

## Juridiction
Juridiction ordinaire
- Cour d'appel (Oberlandesgericht) de Cologne
  - Tribunal régional (Landgericht) d'Aix-la-Chapelle
    - Tribunal cantonal (Amtsgericht) de Düren: Düren, Heimbach, Hürtgenwald, Kreuzzau, Langerwehe, Merzenich, Nideggen, Nörvenich, Vettweiß
    - Tribunal cantonal de Jülich: Aldenhoven, Inden, Jülich, Linnich, Niederzier, Titz

Juridiction spéciale
- Tribunal supérieur du travail (Landesarbeitsgericht) de Cologne
  - Tribunal du travail (Arbeitsgericht) d'Aix-la-Chapelle
- Tribunal administratif (Verwaltungsgericht) d'Aix-la-Chapelle
- Tribunal des affaires de Sécurité sociale (Sozialgericht) d'Aix-la-Chapelle